# Crisi infinita
Crisi infinita (Infinite Crisis), è una miniserie a fumetti scritta da Geoff Johns e disegnata da Phil Jimenez, George Pérez, Ivan Reis e Jerry Ordway, pubblicata dalla DC Comics dal 2005.
La storia è un sequel di Crisi sulle Terre infinite, miniserie crossover del 1985, riprendendone i concetti - inclusa l'esistenza del multiverso - e i personaggi, alcuni dei quali presenti in versioni alternative - quali ad esempio Superman qui presente come Kal-L, versione proveniente dall'universo parallelo chiamato Terra-Due. Uno dei temi principali fu la natura dell'eroismo e il confronto fra gli eroi contemporanei, solitamente tetri e solitari, con il ricordo degli eroi più lucenti e apparentemente più nobili dei fumetti dei primi tempi.
Il primo episodio della serie raggiunse il primo posto tra i 300 fumetti dell'ottobre 2005 con pre-ordinazioni per un ammontare di 249 265 copie, superiore al secondo classificato, House of Mystery n. 7, con 134,429 copie. Anche il secondo numero raggiunse il primo posto nel novembre successivo con pre-ordinazioni di 207 564 copie. Ogni numero fu pubblicato con due copertine diverse, una illustrata da Pérez e l'altra da Jim Lee e Sandra Hope.

## Storia editoriale
Crisi infinita fu annunciata nel marzo 2005. La miniserie venne preceduta da un prologo costituito dall'albo conclusivo Countdown a Crisi infinita e da una seguente miniserie di sei numeri. Countdown a Crisi infinita fu seguita da quattro miniserie di sei numeri: Il Progetto OMAC, La guerra Rann-Thanagar, Il giorno della vendetta e Villains United, così come dalla serie limitata in quattro parti DC Special: The Return of Donna Troy. Ognuna delle prime quattro serie limitate aveva al suo interno un numero speciale di collegamento, pubblicato a intervalli mensili durante gli eventi di Crisi infinita.
La miniserie vera e propria inizio quando i personaggi di Kal-L - il Superman di Terra-Due - il Superboy di Terra Prime, Alexander Luthor Jr. della Terra 3 pre-Crisi e Lois Lane-Kent della Terra-Due pre-Crisi si esiliarono volontariamente nella "dimensione paradiso". Una volta che la storia fu completa, partirono gli eventi del crossover Un anno dopo, nel quale vennero sviluppate le narrazioni della maggior parte delle serie dell'universo DC in avanti di un anno. La serie 52 esordì nel maggio 2006 e descrisse alcuni degli eventi che accaddero tra la Crisi infinita e Un Anno Dopo.
Questa miniserie verrà poi indicata come la "Crisi di mezzo" nella continuity dell'universo DC, perché seguita poi da una terza miniserie, Crisi finale, esordita nel giugno 2008, e ambientata immediatamente dopo la conclusione del n. 51 di Countdwon a Crisi finale.
Come per tutti i crossover in larga scala, Crisi infinita presentò un enorme numero di fumetti correlati. Prima dell'annuncio dell'evento, fumetti come Adam Strange e Crisi d'identità furono descritti come parte di piani più grandi. Dopo Countdown, numerosi fumetti furono identificati come correlazioni alle quattro miniserie. Così, anche se la stessa Crisi infinita è lunga solo 7 numeri, gli elementi della trama compaiono in dozzine di pubblicazioni. Alcuni di questi fumetti furono di importanza diretta o maggiore, come la storia JLA "Crisis of Conscience" che terminò con la distruzione della Torre di Guardia lunare della League distrutta, cosa che portò a Crisi infinita n. 1.
L'editore esecutivo della DC Comics Dan DiDio affermò che Crisi infinita venne accennata in varie storie per due anni precedenti alla sua pubblicazione, cominciando dalla "morte" di Donna Troy. Il collegamento fu per lo più sopravvalutato fino al rilascio della serie limitata Adam Strange nel 2004, al cui punto l'industria della stampa cominciò a riportare che la DC aveva in progetto un evento enorme, menzionando i titoli di Teen Titans, The Flash e JSA, tutti scritti da Geoff Johns.
Con Countdown a Crisi infinita, Crisi infinita cominciò a influenzare visibilmente la politica di pubblicazione della DC. Geoff Johns e Grant Morrison, in aggiunta al loro ruolo di scrittori, si occuparono anche, rispettivamente, di coordinare la coerenza dell'Universo DC e di rivedere gli aggiornamenti di numerosi personaggi. Mark Waid firmò esclusivamente con la DC, ricevendo un ruolo editoriale simile. La DC rimpiazzò il suo vecchio logo (il "proiettile DC") con uno nuovo ("la spilla DC") che debuttò nel primo numero di DC Special: The Return of Donna Troy.
A parte l'aver segnato un profondo cambiamento nella nuova direzione di pubblicazione della DC Comics, Crisi infinita fu un ritorno ai grandi crossover creati da grandi squadre di un tipo che non si vedeva dal rinnovamento dell'industria del fumetto degli anni novanta.

## Trama
La storia ha inizio all'alba delle quattro miniserie principali, con Superman, Batman e Wonder Woman in litigio, la Torre di Guardia distrutta, e gli eroi in tutto il mondo che affrontavano una varietà infinita di minacce. Su questo panorama, Kal-L (Superman di Terra-Due), insieme a Lois Lane di Terra-Due, Alexander Luthor Jr. di Terra 3 e Superboy-Prime, fuggì dall'universo in miniatura dove furono lasciati alla fine di Crisi sulle Terre infinite. Kal-L andò in cerca di sua cugina, Power Girl, l'unica altra sopravvissuta di Terra-Due. Credendo che la salute di Lois sarebbe migliorata con il ritorno sul loro mondo d'origine, sperò anche di rimpiazzare la Terra corrente con Terra-Due, che considerava perfetta.
Kal-L tentò di avvalersi dell'ausilio di Batman, affermando che la "cattiva" natura intrinseca della Terra post-Crisi fu la causa della sfiducia e dell'ostilità di quest'ultimo. Batman rifiutò. Dopodiché, scoprì che fu Superboy-Prime a distruggere la Torre di Guardia della JLA.
Alexander rivelò a Power Girl che lui e Superboy-Prime avevano lasciato la dimensione paradiso già da un po', manipolando gli eventi che aiutarono la creazione di un diapason inter-dimensionale. Utilizzando i resti dell'Anti-Monitor e eroi e criminali catturati specificamente in sintonia dagli universi precedenti (tra di loro, Power Girl), Alexander ricostituì Terra-Due, del tutto spopolata tranne che per gli eroi che vi abitavano e che vi furono ritrasportati.
Superboy-Prime attaccò Conner Kent, il Superboy di questo mondo. Nel combattimento tra i due super ragazzi intervennero numerose squadre. Superboy-Prime uccise numerosi eroi prima che i due Flashes e Kid Flash lo portassero nella Forza della velocità, aiutati alla fine dai velocisti già presenti in essa. Jay Garrick, l'unico velocista rimasto indietro, disse infine che la Forza della velocità era scomparsa.
Cercando di creare il mondo perfetto, Alexander ricostituì numerose Terre alternative. La Lois di Terra-Due infine morì, e un Superman di Terra-Due infuriato e un più giovane Superman/Kal-El si combatterono finché Wonder Woman li separò. Bart Allen (indossando il costume di suo nonno, Barry Allen, e giunto inspiegabilmente all'età adulta) emerse dalla Forza della velocità, avvertendo che lui e gli altri velocisti non riuscirono a trattenere Superboy-Prime, che ritornò con indosso una variante del costume dell'Anti-Monitor, che immagazzinando le radiazioni del sole giallo lo potenziava, rendendolo ancora più potente.
L'attacco di Batman distrusse Brother Eye. Alexander selezionò e fuse numerose Terre, cercando di creare un "mondo perfetto", finché Firestorm non bloccò i suoi sforzi. Conner, Nightwing e Wonder Girl liberarono i prigionieri della Torre. Combattendosi l'un l'altro, Conner e Superboy-Prime si scontrarono con la torre, distruggendola. Le Terre multiple si ricombinarono in una "Nuova Terra" quando Conner morì tra le braccia di Wonder Girl. Power Girl arrivò poco dopo e chiese a Kal-L cosa accadde a Lois. La risposta la abbatté e chiese a Kal-L perché. La sua risposta fu perché aveva scelto il Superboy sbagliato.
Quando un'orda di super criminali attaccò Metropolis, gli eroi, correnti e in pensione, si precipitarono a fermarli. A loro si unì anche la Guardia Nazionale. La battaglia causò multipli decessi su entrambi i lati, inclusi molti di questi per mano dell stesso Superboy-Prime, che uccise sia eroi che criminali. Durante la battaglia, Superboy-Prime partì dalla Terra in direzione di Oa al fine di distruggerla, con il piano di far collassare l'universo, e ricrearlo con lui soltanto come unico eroe. Superboy-Prime si fece strada tra 300 miglia di spessi muri di forza di volontà, e uccise trentadue Lanterne Verdi prima che Kal-L e Kal-El lo portassero alle rovine di Krypton, ora essenzialmente un'enorme nuvola di kryptonite. Volando verso il sole rosso di Krypton, Rao, l'armatura di Superboy si disintegrò e tutti e tre i kryptoniani cominciarono a perdere i propri poteri. Atterrando sul pianeta senziente (e membro del Corpo delle Lanterne Verdi) di Mogo, cominciarono a combattere. Kal-El riuscì infine a dare un pugno finale a Superboy-Prime che finì k.o., mentre Kal-L morì a causa delle gravi ferite riportate nello scontro tra le braccia di sua cugina.
Sulla Terra, Batman, affranto dalla perdita di Superboy e dalle gravi ferite riportate da Nightwing nella Battaglia di Metropolis, pensò di sparare ad Alexander. Persuaso da Wonder Woman a non farlo, Alexander ne approfittò per fuggire.
Successivamente, Wonder Woman, Batman e Superman si rincontrarono a Gotham. Wonder Woman decise di scoprire chi fosse in realtà. Anche Batman si dedicò ad un simile viaggio di auto-scoperta, rivedendo l'allenamento intrapreso in gioventù, questa volta con Dick Grayson, ora in salute, e con Tim Drake al loro fianco. Superman, infine, si ritirò dalla vita super eroistica finché non fossero tornati i suoi poteri.
Nascosto in un vicolo di Gotham City e pensando a nuovi piani, Alexander Luthor venne trovato da Lex Luthor e dal Joker. Il Joker lo sfigurò spruzzandogli dell'acido sul volto, per poi ucciderlo quando Lex lo prese in giro per aver fatto il grave errore di non aver lasciato che il Joker si unisse alla Società.
Il Corpo delle Lanterne Verdi imprigionò Superboy-Prime in un Mangiatore di Soli rossi. La serie termina con Superboy che si incide una "S" sul petto a mani nude e dichiara di essere riuscito ad evadere da prigioni ben peggiori di quella.

## Raccolte in volume
La serie e i suoi collegamenti sono stati raccolti in volumi singoli:
- Crisi infinita (contiene Crisi infinita n. da 1 a 7, 264 pagine, copertina rigida, dicembre 2006, ISBN 1-4012-0959-9[19], brossura, gennaio 2008, ISBN 1-4012-1060-0)[20].
- Il giorno della vendetta (contiene Day of Vengeance n. da 1 a 6, Action Comics n. 826, Adventures of Superman n. 639 e Superman n. 216, 224 pagine, dicembre 2005, ISBN 1-4012-0840-1)[21].
- Il Progetto OMAC (contiene Il Progetto OMAC n. da 1 a 6, "Countdown a Crisi infinita" e Wonder Woman n. 219, 256 pagine, dicembre 2005, ISBN 1-4012-0837-1)[22].
- La guerra Rann-Thanagar (contiene La guerra Rann-Thanagar n. da 1 a 6, 144 pagine, gennaio 2006, ISBN 1-4012-0839-8)[23].
- Villains United (contiene Villains United n. da 1 a 6, 144 pagine, gennaio 2006, ISBN 1-4012-0838-X)[24].
- Infinite Crisis: Companion (contiene l'auto conclusivo "Day of Vengeance: Infinite Crisis Special", "The OMAC Project: Infinite Crisis Special", "Rann-Thanagar War: Infinite Crisis Special" e "Villains United: Infinite Crisis Special", 168 pagine, ottobre 2006, ISBN 1-4012-0922-X)[25].

### Revisioni in copertina rigida
La versione in copertina rigida contiene tutti e sette i numeri di Crisi infinita, inclusi i cambi di colori così come, ancora più significativo, le alterazioni dei dialoghi, la maggior parte dei quali si ricollega ad alcuni accenni della ricomparsa del multiverso. Un altro cambiamento è una pagina verso la fine del fumetto dove è stata sostituita un'immagine di George Pérez. Furono aggiunte anche quattro pagine in più con illustrazioni di Phil Jimenez. Una sezione d'interviste venne inclusa al fine di spiegare i motivi che si celano dietro alcune delle alterazioni inserite.

### Risultati
- 52: serie con periodicità settimanale che presenta gli eventi che accaddero nell'anno durante l'ultimo numero di Crisi infinita e le storie di "Un anno dopo".
- Crisis Aftermath: The Battle For Blüdhaven.
- Crisis Aftermath: The Spectre.
- Crisis Aftermath: In the wake of Infinite Crisis: Brave New World.
- Un Anno Dopo: dopo la pubblicazione di Crisi infinita n. 5, le storie nella maggior parte dell'Universo DC saltarono in avanti di un anno, giungendo fino agli eventi descritti in 52.
- Countdown a Crisi Finale è una serie settimanale che fu in realtà la guida verso un'altra crisi, quella di Crisi Finale. Dato che partì alla fine di 52, cronologicamente parlando, ha luogo durante il salto di tempo di Un Anno Dopo.

Si può pensare a Crisi d'identità, Countdown a Crisi infinita, Crisi infinita, 52, Un Anno Dopo, Countdwon a Crisi Finale e a Crisi finale come a delle mega serie. Ci sono degli aspetti della continuità delle storie, sviluppi di personaggi, configurazioni di storie, e campagne di mercato simili per tutte le maxi serie. Cronologicamente, furono pubblicate una appresso all'altra, come se ognuna cominciasse dalla fine di quella precedente.

### Serie cancellate durante il crossover
Una varietà di serie vennero cancellate con il salto di Un Anno Dopo. Alcune terminarono direttamente, come Batgirl, Gotham Central e Batman: Gotham Knights, mentre altre furono sospese e ricominciate successivamente, come JSA, JLA, Flash e Wonder Woman. In più, Adventures of Superman ritornò al suo titolo originale, Superman, mentre il fumetto che fu pubblicato fin dal 1987 con il titolo di Superman, fu cancellato, rendendo così le due linee di fumetti a lui dedicati, Superman e Action Comics, in sintonia con quelle di Batman, Batman e Detective Comics.

## Relazione con le altreCrisi
Al New York Comic Con del 2008, Dan DiDio descrisse come Crisi infinita fu connessa con le altre Crisi: è la seconda Crisi di una trilogia che mostra stadi differenti nello sviluppo del multiverso:
- Crisi sulle Terre infinite: "morte del multiverso";
- Crisi infinita: "ricostruzione del multiverso";
- Crisi finale: "saga finale del multiverso";

È anche la seconda trilogia che comprende "un'esplorazione dei nostri eroi":
- Crisi d'identità: "minaccia personale";
- Crisi infinita: "mettere le più grandi probabilità contro gli eroi";
- Crisi finale: "il giorno in cui vinse il male";

## Adattamenti
La Ace Books, sotto la stampa di The Berkley Publishing Group e pubblicata dal The Penguin Group, rilasciò nell'ottobre 2006 un adattamento romanzato della serie scritta da Greg Cox, con un'introduzione di Mark Waid, e la copertina progettata da Greg Brewer e illustrata da Daniel Acuña. La storia fu prima di tutto un adattamento dei primi sette numeri della mini serie pubblicata dalla DC Comics (dicembre 2005-giugno 2006). Materiale aggiuntivo nel libro fu adattato da:
- Aquaman n. 37 (febbraio 2006)
- Day of Vengeance: Infinite Crisis Special (marzo 2006)
- Gotham Central n. 38 (febbraio 2006)
- JLA n. 119 (novembre 2005)
- JSA Classified n. 4 (dicembre 2005)
- Rann/Thanagar War: Infinite Crisis Special (aprile 2006)
- Teen Titans n. 32 (marzo 2006)
- Wonder Woman vol. 2 n. 223 e 224 (gennaio e febbraio 2006)

GraphicAudio produsse un libro audio del romanzo di Crisi infinita. Il libro audio si estese per 2 volumi con 6 cd ognuno e presentò il cast completo, la musica e gli effetti sonori. Il volume 1 pubblicato nel maggio 2007 dura circa 6 ore, mentre il volume 2, del giugno 2007, dura all'incirca 7 ore.